# Očihovec
Očihovec je malá vesnice, část obce Očihov v okrese Louny v Ústeckém kraji. Nachází se asi 2,5 kilometru jihovýchodně od Očihova. Vesnicí protéká Očihovecký potok a podél západního okraje vsi vede silnice I/27. Očihovec je také název katastrálního území o rozloze 3,1 km².

## Název
Název vesnice je odvozen od sousedního Očihova ve významu malý Očihov. V historických pramenech se jméno objevuje ve tvarech: Oczichowecz (1391), „in Burdiczich, Wrbiczi et Malem Oczihowczi“ (1412), „o držitelích Očehovce“ (1456), na Malém Vořechovci (1603), „ve vsi Malem Woczichowie“ (1623), „ve vsi Malem Wocžiechowie“ (1629), Klein Otschehau (1787) a Klein-Otschahau (1846).

## Historie
První písemná zmínka o vesnici pochází z roku 1391.

## Obyvatelstvo
Při sčítání lidu v roce 1921 zde žilo 207 obyvatel (z toho 96 mužů), z nichž bylo jedenáct Čechoslováků a 196 Němců. Kromě jednoho evangelíka a devíti židů se hlásili k římskokatolické církvi. Podle sčítání lidu z roku 1930 měla vesnice 189 obyvatel: devět Čechoslováků a 180 Němců. Až na dva evangelíky a jednoho člověka bez vyznání byli římskými katolíky.
|                                                                      | 1869 | 1880 | 1890 | 1900 | 1910 | 1921 | 1930 | 1950 | 1961 | 1970 | 1980 | 1991 | 2001 | 2011 | 2021 |
| -------------------------------------------------------------------- | ---- | ---- | ---- | ---- | ---- | ---- | ---- | ---- | ---- | ---- | ---- | ---- | ---- | ---- | ---- |
| Obyvatelé                                                            | 209  | 231  | 217  | 233  | 212  | 207  | 189  | 84   | 115  | 102  | 68   | 42   | 37   | 59   | 53   |
| Domy                                                                 | 33   | 35   | 42   | 46   | 50   | 50   | 49   | 51   | —    | 29   | 22   | 25   | 26   | 30   | 30   |
| Počet domů z roku 1961 je zahrnut v celkovém počtu domů obce Očihov. |      |      |      |      |      |      |      |      |      |      |      |      |      |      |      |

## Obecní správa
Při sčítání lidu v letech 1850–1960 Očihovec byl samostatnou obcí, se kterým patřil nejprve do okresu Podbořany, ale od roku 1960 v okrese Louny. Od 1. července 1960 do 31. prosince 1980 byl částí obce Očihov v okrese Louny. Od 1. ledna 1981 do 23. listopadu 1990 byl částí města Blšany v okrese Louny. Od 24. listopadu 1990 je opět částí obce Očihov v okrese Louny.

## Pamětihodnosti
- Pevnost řopík – objekt D-15/77/A-180[11][12]